# Elecciones al Congreso de los Diputados de 2004 (Madrid)
Las elecciones al Congreso de los Diputados de 2004 se celebraron en la Comunidad de Madrid el domingo 14 de marzo, como parte de las elecciones generales convocadas por Real Decreto dispuesto el 19 de enero de 2004 y publicado en el Boletín Oficial del Estado el día siguiente. Se eligieron los 35 diputados correspondientes a la circunscripción electoral de Madrid, mediante un sistema proporcional (método d'Hondt) con listas cerradas y un umbral electoral del 3%.

## Resultados
Tres listas obtuvieron representación: la candidatura del Partido Popular, que obtuvo 17 escaños, la del Partido Socialista Obrero Español (PSOE), con 16 escaños y la de Izquierda Unida, con 2. El escrutinio completo y definitivo se detalla a continuación.
| Candidatura                                              | Candidatura                                              | Votos     | %                               | Escaños                         |
| -------------------------------------------------------- | -------------------------------------------------------- | --------- | ------------------------------- | ------------------------------- |
|                                                          | Partido Popular (PP)                                     | 1 576 636 | 45,02                           | 17                              |
|                                                          | Partido Socialista Obrero Español (PSOE)                 | 1 544 676 | 44,11                           | 16                              |
|                                                          | Izquierda Unida (IU)                                     | 225 109   | 6,43                            | 2                               |
| Los Verdes de la Comunidad de Madrid (LVCM)              | Los Verdes de la Comunidad de Madrid (LVCM)              | 19 600    | 0,56                            | 0                               |
| Los Verdes Ecopacifistas (LV-E)                          | Los Verdes Ecopacifistas (LV-E)                          | 15 984    | 0,46                            | 0                               |
| Ciudadanos en Blanco (CenB)                              | Ciudadanos en Blanco (CenB)                              | 9990      | 0,29                            | 0                               |
| Centro Democrático y Social (CDS)                        | Centro Democrático y Social (CDS)                        | 7528      | 0,21                            | 0                               |
| Democracia Nacional (DN)                                 | Democracia Nacional (DN)                                 | 4036      | 0,12                            | 0                               |
| Partido Familia y Vida (PFyV)                            | Partido Familia y Vida (PFyV)                            | 2888      | 0,08                            | 0                               |
| Falange Española de las JONS (FE de las JONS)            | Falange Española de las JONS (FE de las JONS)            | 2676      | 0,08                            | 0                               |
| Alianza para el Desarrollo y la Naturaleza (ADN)         | Alianza para el Desarrollo y la Naturaleza (ADN)         | 2215      | 0,06                            | 0                               |
| Partido de los Autónomos Jubilados y Viudas (PAE)        | Partido de los Autónomos Jubilados y Viudas (PAE)        | 2082      | 0,06                            | 0                               |
| La Falange (FE)                                          | La Falange (FE)                                          | 1943      | 0,06                            | 0                               |
| Partido Humanista (PH)                                   | Partido Humanista (PH)                                   | 1770      | 0,05                            | 0                               |
| Partido Comunista de los Pueblos de España (PCPE)        | Partido Comunista de los Pueblos de España (PCPE)        | 1746      | 0,05                            | 0                               |
| Izquierda Republicana (IR)                               | Izquierda Republicana (IR)                               | 1530      | 0,04                            | 0                               |
| Coalición «Otra Democracia es Posible» (OtraDem)         | Coalición «Otra Democracia es Posible» (OtraDem)         | 1302      | 0,04                            | 0                               |
| Partido del Mutuo Apoyo Romántico (PMAR)                 | Partido del Mutuo Apoyo Romántico (PMAR)                 | 1211      | 0,03                            | 0                               |
| Tierra Comunera-Partido Nacionalista Castellano (TC-PNC) | Tierra Comunera-Partido Nacionalista Castellano (TC-PNC) | 1029      | 0,03                            | 0                               |
| Partido Demócrata Español (PADE)                         | Partido Demócrata Español (PADE)                         | 1024      | 0,03                            | 0                               |
| Alianza por la Unidad Nacional (AUN)                     | Alianza por la Unidad Nacional (AUN)                     | 923       | 0,03                            | 0                               |
| Falange Auténtica (FA)                                   | Falange Auténtica (FA)                                   | 909       | 0,03                            | 0                               |
| Partido Obrero Socialista Internacionalista (POSI)       | Partido Obrero Socialista Internacionalista (POSI)       | 892       | 0,03                            | 0                               |
| Movimiento Social Republicano (MSR)                      | Movimiento Social Republicano (MSR)                      | 684       | 0,02                            | 0                               |
| España 2000 (E-2000)                                     | España 2000 (E-2000)                                     | 528       | 0,02                            | 0                               |
| Unión Centrista Liberal (UCL)                            | Unión Centrista Liberal (UCL)                            | 410       | 0,01                            | 0                               |
| Partido Carlista (PC)                                    | Partido Carlista (PC)                                    | 238       | 0,01                            | 0                               |
| Lucha Internacionalista (LI(LIT-CI))                     | Lucha Internacionalista (LI(LIT-CI))                     | 181       | 0,01                            | 0                               |
| Votos en blanco                                          | Votos en blanco                                          | 72 038    | 2,06                            | n/a                             |
| Votos válidos                                            | Votos válidos                                            | 3 501 778 | 100,00                          | 35                              |
| Votos nulos                                              | Votos nulos                                              | 17 465    | Participación: \| \| 78,93 % \| | Participación: \| \| 78,93 % \| |
| Votantes                                                 | Votantes                                                 | 3 519 243 | Participación: \| \| 78,93 % \| | Participación: \| \| 78,93 % \| |
| Electores                                                | Electores                                                | 4 458 540 | Participación: \| \| 78,93 % \| | Participación: \| \| 78,93 % \| |
|                                                          | 78,93 %                                                  |           |                                 |                                 |

## Diputados electos
Relación de diputados electos:
| N.º | Nombre                                     | Lista | Lista |
| --- | ------------------------------------------ | ----- | ----- |
| 1   | Mariano Rajoy Brey                         |       | PP    |
| 2   | José Luis Rodríguez Zapatero               |       | PSOE  |
| 3   | Rodrigo de Rato Figaredo                   |       | PP    |
| 4   | María Mercedes Cabrera Calvo-Sotelo        |       | PSOE  |
| 5   | Ana Mato Adrover                           |       | PP    |
| 6   | María Teresa Fernández de la Vega Sanz     |       | PSOE  |
| 7   | Gabriel Elorriaga Pisarik                  |       | PP    |
| 8   | José Joaquín Almunia Amann                 |       | PSOE  |
| 9   | Juan Carlos Vera Pró                       |       | PP    |
| 10  | Antonio Gutiérrez Vegara                   |       | PSOE  |
| 11  | Carlos Aragonés Mendiguchía                |       | PP    |
| 12  | María Cristina Narbona Ruiz                |       | PSOE  |
| 13  | Eugenio Nasarre Goicoechea                 |       | PP    |
| 14  | Gaspar Llamazares Trigo                    |       | IU    |
| 15  | Diego López Garrido                        |       | PSOE  |
| 16  | María Mercedes de la Merced Monge          |       | PP    |
| 17  | Joaquín Leguina Herrán                     |       | PSOE  |
| 18  | Beatriz Rodríguez-Salmones Cabeza          |       | PP    |
| 19  | Rosa Delia Blanco Terán                    |       | PSOE  |
| 20  | Francisco Javier Fernandez-Lasquetty Blanc |       | PP    |
| 21  | José Acosta Cubero                         |       | PSOE  |
| 22  | Teófilo de Luis Rodríguez                  |       | PP    |
| 23  | Jaime José Lissavetzky Díez                |       | PSOE  |
| 24  | Francisco José Villar García-Moreno        |       | PP    |
| 25  | Dolores García-Hierro Caraballo            |       | PSOE  |
| 26  | Rogelio Baón Ramírez                       |       | PP    |
| 27  | Elviro Aranda Álvarez                      |       | PSOE  |
| 28  | Mario Mingo Zapatero                       |       | PP    |
| 29  | Ángel Pérez Martínez                       |       | IU    |
| 30  | Juan Antonio Barrio de Penagos             |       | PSOE  |
| 31  | Jesús María Lopez-Medel Bascones           |       | PP    |
| 32  | Lucila María Corral Ruiz                   |       | PSOE  |
| 33  | Fernando López-Amor García                 |       | PP    |
| 34  | Juan Julián Elola Ramón                    |       | PSOE  |
| 35  | Luis Gámir Casares                         |       | PP    |